# 清春
清春（きよはる、1968年10月30日 - ）は、日本のミュージシャンである。ロックバンド黒夢やSADSでの活動のほか、ソロのシンガーソングライターとしてのキャリアでも知られている。

## 略歴

### 幼少／青年期
1968年10月30日、3人兄弟の長男として岐阜県岐阜市に生まれる。幼少期は父親に対する恐怖心があり、何らかの相談相手は、もっぱら母親であったという。中学生までは岐阜市に住み、その後は多治見市へ引っ越す。1984年4月、岐阜県立多治見工業高等学校に入学（入学理由は長髪が認められていたため）。在学中にTHE WILLARDのコピーバンドに加入。高校2年時に初めてステージに立つ。同校のデザイン科を卒業し、父親が経営する建築板金工場（森建築板金）を継ぐための修行として、父親の知人が営む階段の手すりを造る工場へ就職する。下宿から工場へ通い、8時から18時まで、残業あり週休1日の仕事と並行し活動をしていた。その仕事は2年間続けたのち退職し、森建築板金へと戻るがバンド活動に専念するため1年ほどで退職。

### 黒夢
黒夢以前に在籍したバンドはダブルベッド→SUS4→GARNET。
1991年、岐阜県を拠点に、ex.GARNETの清春とex.GERACEEの臣を中心としてGARNETで共に活動していた人時、鋭葵らと「黒夢」を結成する。
バンド名は「眠っていて視界が真っ暗になる状態」「夢を見ていないから真っ黒な夢」つまり「夢がない」「夢は叶わない」という意味である。これは黒夢結成当時、周囲のヴィジュアル系（当時は「化粧系」と呼ばれていた）バンドのほとんどが「幻想」「幻覚」「刹那」といったものをテーマとして取り上げていたことに対して「そういう事は全て御伽話なんだよ」「夢ばかり見てないで現実を見なよ」というアンチテーゼであった。また、当時のバンド名は英語やフランス語等を主に採用していた（清春曰く「ラ行が多い」）ことから、清春自身が戦略のため「絶対に漢字がいい」と、前身バンドGARNETの楽曲であった「黒夢」をバンド名に決めたとも語っている。
愛知県名古屋市名東区小池町のライブハウス「MUSIC FARM」を拠点としてインディーズでの活動を続け、地元のラブホテル（アマルハウト）、レンタルビデオ店、ビデオカメラの部品工場でアルバイトをしながらミュージシャンを目指していた。
8月3日、名古屋エンゼルパークで初ライブ。同月、1stデモテープ「黒夢」を名古屋MUSIC FARMにて100本限定販売。11月、名古屋MUSIC FARMで初ワンマン。
ミュージシャンへの道がついえた際は建築板金の実家を継ぐ予定であったが、1994年（25歳）に黒夢のボーカルとして東芝EMIからメジャー・デビューを飾った。
インディーズ時代から1990年代序盤までは、いわゆるヴィジュアル系にカテゴライズされる外観だったが、中盤に近づく頃からしだいに化粧を薄めカジュアルファッションへと舵を切り始めた。黒夢のボーカル活動の傍ら、ファッション・リーダーとしての人気を一身に集めてゆく。
1990年代後半には、クロムハーツのアクセサリーとラバーソールがトレードマークとなった。同アイテム人気の火付け役にもなり、清春のアイコンと呼べるものになっていく。
数多のファッション雑誌へ頻繁に登場。若年層、特に青年期の男性からカリスマ的な支持を受けつつ活動を続けた。

### 黒夢の終焉
1999年1月29日、突如として無期限活動停止を発表し、事実上の解散状態となった。その後、黒夢のサポートミュージシャンであった坂下たけともらと共にSADSを結成する。
無期限の活動停止から丸10年、2009年1月29日の日本武道館にて黒夢一夜限りの復活、解散ライブが行われた。

### ソロ
2003年、SADSの活動を一旦停止（のちに自然消滅）し、同年夏からメジャー・デビュー10周年の一環としてソロ・プロジェクトが始動する。同年10月30日、ショートフィルムという形で「オーロラ」のPVを収録したDVDが発売。「清春」名義としては実質初のリリースであった。12月にはソロデビューとなる公演「第三の扉」（東京・大阪の二公演）が開催された。ソロ活動開始直後であり、新譜の発売がなかったため曲目は大半が未発表曲（後に『poetry』に収録）で占められた。また、「優しい悲劇」や「百合の花束」をはじめとした黒夢時代の楽曲が披露された。
2004年、デビュー10周年の日となる2月9日に1stシングル「EMILY」、4月9日に1stアルバム『poetry』を発売。同作は本人曰く「10周年のご褒美」ということで、L'Arc〜en〜Cielのギタリストken、MORRIEらがレコーディングに参加。『poetry』は、これまでの激しい曲調とは一転してダークでゆったりとしたテンポの楽曲で構成されている。これは本人が「今までのバンドサウンドに対する「落差・対比」を意識的に表現した」と語っている。ツアー「ROOM OF MELANCHORY」終了後、同年後半は東京でのマンスリーライブを中心に活動を行う。当初の予定ではツアー終了後、『poetry』収録の「飛行船」をシングルでリリース予定であったが、所属先のユニバーサルミュージックの上層部が難色を示し、実現には至らなかった。のちに「輪廻」のカップリングとして「飛行船」が再録されている。
2005年、トーキョーリップス（後にバウンシーレコードに改名）へ移籍。「LAST SONG-最後の詞-」を皮切りにアルバム2枚、シングル5枚をリリースする多忙の一年となる。黒夢時代からサビのメロディーを温めていた「LAST SONG-最後の詞-」を収録し、またソロデビュー当初から「二枚目のアルバムが照準」として出来上がった2ndアルバム『MELLOW』は、『poetry』とは一転し、明と暗・光と影を表現する様々な楽曲が盛り込まれ、曲調も緩急がより鮮明となった。『MELLOW』発売を受けて開催されたツアーは、『天使の詩』と名づけられ、黒夢の代表曲である「Like @ Angel」が披露される。同ツアーでは過去のバンド（黒夢・SADS）の楽曲を新たなアレンジで演奏。これ以降、SADSの「SANDY」「HAPPY」がアンコールのセットリストに定番として組み込まれるようになった。『SOLOIST』収録の「海岸線」はこのころから披露されており、経年にともない歌詞やアレンジが少しずつ変容する楽曲となっている。
2005年後半は4thシングル「Layra」、DVDアルバム『MELLOW』、5thシングル「bask in art」、12月には3rdアルバム『官能ブギー』をリリース。これまで一年に一枚のペースでアルバムリリースしてきた清春にとって、同年に二枚のアルバム制作は過去にない経験であった。『官能ブギー』は "2006年型グラム・ロック" と銘打たれ、ギラギラした、艶やかなナンバーの多いコンセプチュアルな作品である。同アルバムについて清春は『MELLOW』のような自身の王道的なメロディーで構成されるアルバムと比較し「変化球的なアルバム」と表現している。なお、アルバムのジャケット写真は清春が虎に跨る姿であるが、これはグラム・ロックの代表的バンドであるT・レックスのアルバム『グレイト・ヒッツ』を模倣したもので、同バンドのフロントマンであるマーク・ボランへのオマージュが込められている。
2006年2月からの「TOUR 天使の詩 '06『官能ブギー』」を終えた清春は、4枚目のアルバムへと向けレコーディング活動に入る。この期間中、雑誌等によって報じられる清春の動静は音楽活動の引退を匂わすものが多かった。アルバム『VINNYBEACH 〜架空の海岸〜』に「bye bye」「この孤独な景色を与えたまえ」「君の事が」といった曲が収録され、インタビューでも”終わり”を予感させる発言をしていた。ちなみに、「VINNYBEACH」という単語は本人が長らく温めていたものである。「TOUR 天使の詩 '06『架空の海岸』」では、本編中の曲順がツアー期間中に大きく変更されることがなかった。これは清春のライブとしては稀である。ツアー終盤では黒夢の「NITE&DAY」が演奏された。追加公演も含めて最終日は12月30日。
2007年前半は、東京と大阪で毎月公演を行うマンスリーライブが開催され、この時点では発表前だった『FOREVER LOVE』（同年11月発売）収録楽曲の大半が披露された。同作品は「輪廻」をはじめ、家族に対する愛情や運命といった情感をテーマに歌詞が書かれており、清春個人のプライベートな想いが強く込められている。ツアー「天使の詩 '07-08 FOREVER LOVE」は年をまたいで開催。
2008年はメジャー・デビュー15周年を祝う様々な企画が行われた。当初はマンスリーライブを行い、アコースティックアルバムのリリースが予定されていた。しかし「歌を歌うという原点に立つ」という清春のスタンスから、バンド形態での演奏やアコースティックライブとも異なる、新たなスタイルで公演を行うことになる。「Monthly act - rhythmless & perspective live（当初のbase of melancholyから改称）」と銘打たれたそのライブは、編成からベースとドラムを外し、新たにヴァイオリン、チェロ、マニピュレーターや同期を加え、背景に映像を流す形でライブが行われた（月ごとに映像を外したり、楽器を入れ替えるなど変化が加えられていった）。既存のバンド演奏のような勢いや熱量でごまかしが利く雰囲気とは一線を画し、必然的に歌が際立つ構成となった。そのため、これまで以上に「歌うこと」へ注力せねばならず、本人も「（曲数は少ないが）いつもより疲れる」と語っている。マンスリー公演の傍ら、5月にはデビュー15周年記念シングル第一弾「五月雨」を4種同時リリース。9月には新曲とセルフカバーを加えたアルバム『light〜saw the light & shade〜』・『shade〜saw the light & shade〜』が同時発売された。一枚ごとの収録数は7曲とミニアルバム程度だが、一曲あたり7分前後あるため総収録時間の兼ね合いでこうした形態となった。2008年10月29日には30代ラストとなるデビュー15周年記念シングル第二弾「loved」を発売。翌日の10月30日、渋谷C.C.Lemonホールで行われた「40th birthday live」にて、一夜限りの黒夢復活および解散ライブを行うことを突如発表する。解散公演は2009年1月29日「清春 15th Anniversary Presents KUROYUME "the end" CORKSCREW A GO GO! FINAL」として日本武道館で行われることとなった。黒夢解散の理由として、黒夢の活動期間と並ぶ5年間をソロ活動で経験し黒夢の存在がようやく自身の中で軽くなり、その存在に決着をつけることでソロ6年目という未知数に向かうためであると清春は述べている。なお、この件は黒夢のメンバーである人時から2007年ごろ提案されたもので、当初は気が進まなかったが「一度限り」という条件で清春が承諾したとされる。
2009年1月28日（黒夢解散前日）、黒夢のセルフカバー・アルバム『MEDLEY』が発売。このときエイベックスに移籍している。2月に行われたFC LIVEのタイトルは、去年までの「REPLAY」からKUROYUME "the end" と対となる "endless" と名付けられた。
2010年1月リリースのシングル「LAW'S」が、『バイオハザード ダークサイド・クロニクルズ』（CAPCOM）のCMソングとして起用が決定した。バイオハザードのCMはこれまでアーティストとの楽曲タイアップはなく、これが初となった。
2012年、「the sun」のビデオクリップにINORANが参加。
2017年12月6日、SUGIZOの東京・Zepp Tokyoでライブツアー「SUGIZO TOUR 2017 Unity for Universal Truth」最終公演に、SUGIZOから「20年来の戦友」と紹介されゲスト出演し、清春とSUGIZOは肩を組んだり向かい合ったりしつつ、激しく濃厚なパフォーマンスで「VOICE」を披露した。
2019年1月、ポニーキャニオンへの移籍と、カバーアルバム『Covers (清春のアルバム)』をリリースすることが発表された。10月、テレビ朝日開局60周年記念  テレビ朝日ドリームフェスティバル2019にてYOSHIKIとコラボレーション。YOSHIKI feat.Hyde名義の楽曲「Red Swan」の代役としてボーカルを披露した。
2020年10月30日、自身の52回目の誕生日に初の自叙伝を発売。記者会見にて「50歳の1年で出そうと思っていた。自叙伝を出せるようなミュージシャンは少ないのでその仲間に入りたい」と心情を吐露した。また「52年を振り返る作業は難しかったのでは?」という記者の質問に対し、「自分でもウィキペディアとか見てました――なんなら書き足しちゃおうかなと思いました（笑）」と冗談交じりに語っている。

### 黒夢とSADSの活動再開
2010年1月29日、清春の公式ブログにて黒夢とSADSの活動再開が発表された。また、両バンドの公式ホームページと、両バンドならびに清春のMySpaceが開設された。
2010年5月1日、SADSが東京・日本武道館で復活ライブを行った。
2011年2月26日、黒夢が「FUCK THE FAKE STAR」と題した復活ライブを代々木第一体育館で行った。
2018年、SADSが活動休止。
2024年、SADSが3日間のステージ限定で復活。2024年6月29日・30日Zepp Hanedaにて〈SADS 1999-2003〉、2024年7月7日GARDEN 新木場 FACTORYにて〈SADS 2010-2018〉を再結成。
2025年、黒夢がデビュー30周年イヤーを記念して「CORKSCREW A GO GO! SAINT MY FAKE STAR」公演を行う。2025年2月9日東京ガーデンシアター公演、即日完売。追加公演で2025年2月11日横浜ぴあアリーナMM公演を発表。この9日東京ガーデンシアターと11日横浜ぴあアリーナMMのライブ会場で、能登半島地震の復興支援の一環で、被災地を何度も訪れていたコーヒー好きな清春が訪れて出会いオファーした能登町宇出津のコーヒー店「DOY COFFEE」のコーヒー豆が、パッケージ表面に黒夢と店のロゴを入れ、100グラム入りを計500袋販売される。収益は災害ボランティアの滞在拠点などを運営する輪島市の団体「のと復耕ラボ」に寄付する。横浜ぴあアリーナMM公演をDAIGO、鬼龍院翔（ゴールデンボンバー）が鑑賞した。
2025年2月11日、横浜・ぴあアリーナMM公演のアンコールで7月19日（東京・Zepp DiverCity）から「黒夢 Zepp TOUR CORKSCREW 2025」8都市10公演を巡る全国ツアーの開催を発表したが、清春はMCで「これは本当に開催されるかどうかわかりません」とファンをざわつかせ、「今は仲いいですけど、二度あることは三度ありますから」と会場を笑わせたうえで「まあ多分やると思います」とした。清春は「このツアーの後のことは決まっていない。でも、もう次は復活はないと思う。今やれることを2人で話し合って、良いと思えばやっていこうかな。それで死ねれば」。「あのころは、これからの30代、40代をどう生きるかを考えながら、毎日あがいてもがいていた。今の僕らはどう死ぬか、どう死ぬために生きるかを毎日考えて、もがいています。楽しいこといっぱいしましょう、どうせ死ぬんだから。今そこにいる人を大事にしてください」と魂の叫びを残し、夢のステージを締めた。

## 人物
身長171cm。
2020年時点で2女の父となっている。
若い時、名古屋のライブハウスMUSIC FARMで照明係をしていたことがある。
SADS時代、シルバーアクセサリーブランド SADISTIC AND DANGEROUS（S.A.D.）をプロデュースしていた。
Charm Cult（2004年-2009年）、Moonage Devilment、MENTAL、レディース部門のJubilee & Mayhem（のちに消滅）といったファッションブランを自ら立ち上げている。2006年9月にはGLAM ADDICTION（以前の名称はDARK ROOM）を駒場にて開店。その後、代官山を経て渋谷で営業中。今もなおファッション雑誌にも数多く登場している。
シルバーアクセサリーのJustin Davisを愛用。同ブランドの日本における広告塔的な存在となっており、清春とのコラボレート作品も多数製作・販売されている。
2003年からのソロ活動では、それまでとは対照的にファンへの感謝の気持ちをMCやインタビューで口にするようになった。
SADSでは2003年のツアーをきっかけに黒夢の楽曲も披露するようになり、ソロになった現在もたびたび歌っている（自身が作曲していない楽曲も含まれる）。ライブは平均で3時間を超え、長時間化する傾向が強まっている。
音楽活動の節目ごとにタトゥーを入れている。右腕に鳳凰、蠍、蝶。左腕に龍、Sads The Rose God Gave Meの文字、ノーティカルスター、右胸に蝶、左首筋にノーティカルスターなど。
2016年、清春プロデュースのBar「BABYLON TOKYO」が六本木にオープン。
2019年10月14日、幕張メッセで開催された『テレビ朝日ドリームフェスティバル2019』に出演し、YOSHIKI（X JAPAN）の演奏で「Red Swan」を歌唱した。大トリで、LUNA SEA、GLAY、ゴールデンボンバー、清春が緊急参戦した“無敵バンド”による「X」を披露し、ドリフェス史上に残る伝説の一夜が誕生した。YOSHIKIから清春へのオファーは1週間前だった。
2023年（令和5年）12月31日「第74回NHK紅白歌合戦」に、YOSHIKI（X JAPAN）による12人編成のコラボステージ出演。紅白出場発表は直前の12月28日というサプライズだった。YOSHIKIから清春へのオファーは27日だった。
2024年3月、初の海外ツアー（Borisと約1週間にわたるオーストラリア2マンツアー）を行った。5都市（3月6日シドニー、3月7日ブリスベン、3月8日9日メルボルン、3月10日アデレード、3月12日フリーマントル）で開催。
清春は最終的には親友HYDEの隣に住む考えである。
2024年4月30日放送『踊る！さんま御殿!!』（日本テレビ）で一緒になった同学年になる的場浩司と交友がある。ジャスティンデイビスとのコラボモデルペンダントを的場に贈った。
2024年から能登半島地震の被災地支援をしている。2024年3月に金沢でチャリティーライブを開催、2024年7月に再訪し支援活動に従事した。チャリティーで集まった義援金などでギターを購入し、珠洲市の全小中学校に寄贈した。

## 音楽的影響
流動的に著しく音楽性・ファッションスタイルを変えている。その一方で、多感なころに衝撃を受けたミュージシャンに対する憧れとリスペクトの念は今も持ち続けている。DEAD ENDのMORRIEはその一番の対象であり、デビュー時からセールス的な絶頂期においても様々な紙面でMORRIEに対する憧れと、その存在が自身をミュージシャンにさせるモチベーションであったことを各所で語っている。
昔は西城秀樹、沢田研二に憧れていた。高校生時代にTHE STREET SLIDERSのファンになり、ファッション面でも大きな影響を受けている。また、GARNET活動時、目指す音楽性として人時に聴かせたバンドに、スージー・アンド・ザ・バンシーズ、ASYLUMなどがある。他にはZIGGY、GASTUNK、AUTO-MOD、GILLE'LOVESを愛聴していた。
黒夢ではJaco:necoの「ストローヘッド」、SHADY DOLLSの「奴隷」、ステッペンウルフの「Born to Be Wild」、ダムドの「NEW ROSE」をカバーしている。BUCK-TICKのトリビュート・アルバム『PARADE〜RESPECTIVE TRACKS OF BUCK-TICK〜』にて「JUST ONE MORE KISS」を、hideのトリビュート・アルバム『hide TRIBUTE SPIRITS』では「Beauty & Stupid」をカバーしている。ソロアーティストとして影響されたのは井上陽水であるとインタビューで語っている。

## その他
好きな食べ物はイチゴ、エビ、カニ、タラコ、ゼリー、アイスクリーム。辛い物が大の苦手。SADSの撮影で韓国を訪れた際は、キムチをはじめとする辛いご当地料理を楽しむことができなかった。キュウリ・スイカ・メロンなどの瓜系、ニンジンを苦手としている。また、「ロックじゃない」という理由からタマネギも苦手である。ライブ中は「炭酸でイヤなものがシュワーって流れ落ちる気がするから」という理由でコーラを愛飲。日本のラップ・ヒップホップという文化については「あれは音楽というよりブタが念仏を唱えてるようなものだ」という趣旨の発言を雑誌のインタビューにおいてしており、否定的な立場であることを明かしている。クロムハーツのアクセサリーを愛用しており、1990年代から2000年代に起こったクロムハーツブームの火付け役とも言われている。メガネやサングラスの愛好家で、クロムハーツ、JACQUES MARIE MAGE（ジャックマリーマージュ）、DITA（ディータ）、GUCCI（グッチ）、TOM FORD（トムフォード）など、上質で個性あるアイウェアを数多く所有している。

## ディスコグラフィ

### シングル
|      | 発売日         | タイトル                    | 規格       | 規格品番     | 最高位 | 収録アルバム              |
| ---- | -------------- | --------------------------- | ---------- | ------------ | ------ | ------------------------- |
| 1st  | 2004年2月9日   | EMILY                       | 12cmCD     | UPCH-5229    | 28位   | poetry                    |
| 2nd  | 2005年2月16日  | LAST SONG-最後の詞-         | 12cmCD+DVD | LTCA-2       | 15位   | MELLOW                    |
| 2nd  | 2005年2月16日  | LAST SONG-最後の詞-         | 12cmCD     | LTCA-3       | 15位   | MELLOW                    |
| 3rd  | 2005年3月16日  | HORIZON                     | 12cmCD+DVD | LTCA-5       | 10位   | MELLOW                    |
| 4th  | 2005年7月20日  | Layra                       | 12cmCD+DVD | LTCA-7       | 10位   | SINGLES                   |
| 4th  | 2005年7月20日  | Layra                       | 12cmCD     | LTCA-8       | 10位   | SINGLES                   |
| 5th  | 2005年11月9日  | bask in art                 | 12cmCD+DVD | LTCA-16      | 13位   | SINGLES                   |
| 5th  | 2005年11月9日  | bask in art                 | 12cmCD     | LTCA-17      | 13位   | SINGLES                   |
| 6th  | 2005年11月30日 | wednesday                   | 12cmCD+DVD | LTCA-19      | 26位   | 官能ブギー                |
| 7th  | 2006年3月8日   | 星座の夜/シクラメンのかほり | 12cmCD+DVD | LTCA-20      | 17位   | VINNYBEACH 〜架空の海岸〜 |
| 7th  | 2006年3月8日   | 星座の夜/シクラメンのかほり | 12cmCD     | LTCA-21      | 17位   | VINNYBEACH 〜架空の海岸〜 |
| 8th  | 2006年5月17日  | 君の事が                    | 12cmCD+DVD | LTCA-25      | 18位   | VINNYBEACH 〜架空の海岸〜 |
| 8th  | 2006年5月17日  | 君の事が                    | 12cmCD     | LTCA-26      | 18位   | VINNYBEACH 〜架空の海岸〜 |
| 9th  | 2006年11月22日 | slow                        | 12cmCD+DVD | LTCA-37      | 15位   | VINNYBEACH 〜架空の海岸〜 |
| 9th  | 2006年11月22日 | slow                        | 12cmCD     | LTCA-38      | 15位   | VINNYBEACH 〜架空の海岸〜 |
| 10th | 2006年12月13日 | カーネーション              | 12cmCD+DVD | LTCA-39      | 18位   | SINGLES                   |
| 10th | 2006年12月13日 | カーネーション              | 12cmCD     | LTCA-40      | 18位   | SINGLES                   |
| 11th | 2007年8月22日  | TATTOO                      | 12cmCD+DVD | IKCR-95501   | 25位   | FOREVER LOVE              |
| 12th | 2007年9月19日  | 輪廻                        | 12cmCD+DVD | IKCR-95503   | 18位   | FOREVER LOVE              |
| 12th | 2007年9月19日  | 輪廻                        | 12cmCD     | IKCR-95505   | 18位   | FOREVER LOVE              |
| 13th | 2007年10月31日 | MELODIES                    | 12cmCD+DVD | IKCR-95506   | 25位   | FOREVER LOVE              |
| 13th | 2007年10月31日 | MELODIES                    | 12cmCD+DVD | IKCR-95510   | 25位   | FOREVER LOVE              |
| 14th | 2008年1月23日  | 愛撫                        | 12cmCD+DVD | IKCR-95514   | 18位   | FOREVER LOVE              |
| 14th | 2008年1月23日  | 愛撫                        | 12cmCD     | IKCR-95516   | 18位   | FOREVER LOVE              |
| 15th | 2008年5月14日  | 五月雨                      | 12cmCD+DVD | IKCR-95519   | 9位    | madrigal of decadence     |
| 15th | 2008年5月14日  | 五月雨                      | 12cmCD+DVD | IKCR-95521   | 9位    | madrigal of decadence     |
| 15th | 2008年5月14日  | 五月雨                      | 12cmCD+DVD | IKCR-95523   | 9位    | madrigal of decadence     |
| 15th | 2008年5月14日  | 五月雨                      | 12cmCD     | IKCR-95525   | 9位    | madrigal of decadence     |
| 16th | 2008年10月29日 | loved                       | 12cmCD+DVD | IKCR-95527   | 15位   | madrigal of decadence     |
| 16th | 2008年10月29日 | loved                       | 12cmCD     | IKCR-95529   | 15位   | madrigal of decadence     |
| 17th | 2009年5月13日  | 狂った果実                  | 12cmCD+DVD | AVCD-31640   | 10位   | madrigal of decadence     |
| 17th | 2009年5月13日  | 狂った果実                  | 12cmCD+DVD | AVCD-31641   | 10位   | madrigal of decadence     |
| 17th | 2009年5月13日  | 狂った果実                  | 12cmCD     | AVCD-31642   | 10位   | madrigal of decadence     |
| 18th | 2009年6月24日  | DARLENE                     | 12cmCD+DVD | AVCD-31645   | 6位    | madrigal of decadence     |
| 18th | 2009年6月24日  | DARLENE                     | 12cmCD+DVD | AVCD-31646   | 6位    | madrigal of decadence     |
| 18th | 2009年6月24日  | DARLENE                     | 12cmCD     | AVCD-31647   | 6位    | madrigal of decadence     |
| 19th | 2010年1月13日  | LAW'S                       | 12cmCD+DVD | AVCD-31690   | 6位    | UNDER THE SUN             |
| 19th | 2010年1月13日  | LAW'S                       | 12cmCD+DVD | AVCD-31691   | 6位    | UNDER THE SUN             |
| 19th | 2010年1月13日  | LAW'S                       | 12cmCD     | AVCD-31692   | 6位    | UNDER THE SUN             |
| 20th | 2012年5月23日  | 流星/the sun                | 12cmCD+DVD | AVCD-48430/B | 21位   | UNDER THE SUN             |
| 20th | 2012年5月23日  | 流星/the sun                | 12cmCD+DVD | AVCD-48431/B | 21位   | UNDER THE SUN             |
| 20th | 2012年5月23日  | 流星/the sun                | 12cmCD     | AVCD-48432   | 21位   | UNDER THE SUN             |
| 21st | 2012年8月22日  | 涙が溢れる/sari             | 12cmCD+DVD | AVCD-48458/B | 18位   | UNDER THE SUN             |
| 21st | 2012年8月22日  | 涙が溢れる/sari             | 12cmCD+DVD | AVCD-48459/B | 18位   | UNDER THE SUN             |
| 21st | 2012年8月22日  | 涙が溢れる/sari             | 12cmCD     | AVCD-48460   | 18位   | UNDER THE SUN             |
| 22nd | 2017年2月9日   | 夜を、想う                  | 配信       | -            | -      | 夜、カルメンの詩集        |
| 22nd | 2017年2月9日   | 夜を、想う                  | 12cmCD+DVD | lc-0001A     | -      | 夜、カルメンの詩集        |
| 22nd | 2017年2月9日   | 夜を、想う                  | 12cmCD+DVD | lc-0001B     | -      | 夜、カルメンの詩集        |
| 23rd | 2018年2月9日   | 赤の永遠/罪滅ぼし野ばら     | 12cmCD     | CEG-2        | -      | 夜、カルメンの詩集        |
| 24th | 2018年5月3日   | wanderer                    | 12cmCD     | -            | -      | -                         |
| 25th | 2021年10月16日 | ガイア                      | 配信       | -            | -      | -                         |
| 25th | 2021年10月16日 | ガイア                      | 12cmCD     | ALMM-0322    | -      | -                         |

#### 配信限定シングル
| 発売日        | タイトル       | レーベル                    | 収録アルバム |
| ------------- | -------------- | --------------------------- | ------------ |
| 2019年6月19日 | 悲しみジョニー | ポニーキャニオン            | Covers       |
| 2022年1月29日 | リグレット     | Loyal Code Artists          | -            |
| 2022年6月6日  | L              | Loyal Code Artists          | -            |
| 2024年2月9日  | SAINT          | YAMAHA MUSIC COMMUNICATIONS | ETERNAL      |
| 2024年3月6日  | ETERNAL        | YAMAHA MUSIC COMMUNICATIONS | ETERNAL      |
| 2024年3月14日 | 霧             | YAMAHA MUSIC COMMUNICATIONS | ETERNAL      |

### オリジナル・アルバム

#### オリジナル・アルバム
|      | 発売日         | タイトル                    | 規格        | 規格品番     | 最高位 |
| ---- | -------------- | --------------------------- | ----------- | ------------ | ------ |
| 1st  | 2004年4月7日   | poetry                      | CD          | UPCH-5229    | 11位   |
| 1st  | 2014年11月5日  | poetry                      | SHM-CD      | UPCY-6943    | 11位   |
| 2nd  | 2005年3月30日  | MELLOW                      | CD          | LTCA-6       | 6位    |
| 2nd  | 2014年11月5日  | MELLOW                      | SHM-CD      | UPCY-6944    | 6位    |
| 3rd  | 2005年12月7日  | 官能ブギー                  | CD          | LTCA-18      | 20位   |
| 3rd  | 2014年11月5日  | 官能ブギー                  | SHM-CD      | UPCY-6945    | 20位   |
| 4th  | 2006年7月12日  | VINNYBEACH 〜架空の海岸〜   | CD+DVD      | LTCA-27      | 17位   |
| 4th  | 2006年7月12日  | VINNYBEACH 〜架空の海岸〜   | CD          | LTCA-28      | 17位   |
| 4th  | 2014年11月5日  | VINNYBEACH 〜架空の海岸〜   | SHM-CD      | UPCY-6946    | 17位   |
| 5th  | 2007年11月14日 | FOREVER LOVE                | CD+DVD      | IKCR-9503～4 | 22位   |
| 5th  | 2007年11月14日 | FOREVER LOVE                | CD          | IKCR-9505    | 22位   |
| 6th  | 2009年7月29日  | madrigal of decadence       | CD          | AVCD-23890   | 15位   |
| 6th  | 2009年7月29日  | madrigal of decadence       | CD+DVD      | AVCD-23891   | 15位   |
| 6th  | 2009年7月29日  | madrigal of decadence       | CD          | AVCD-23892   | 15位   |
| 7th  | 2012年11月7日  | UNDER THE SUN               | CD+DVD      | AVCD-38566/B | 20位   |
| 7th  | 2012年11月7日  | UNDER THE SUN               | CD          | AVCD-38567   | 20位   |
| 8th  | 2016年3月30日  | SOLOIST                     | CD+DVD      | WPZL-31150   | 13位   |
| 8th  | 2016年3月30日  | SOLOIST                     | CD          | WPCL-12327   | 13位   |
| 9th  | 2018年2月28日  | 夜、カルメンの詩集          | 2CD+DVD     | COZP-1411-3  | 19位   |
| 9th  | 2018年2月28日  | 夜、カルメンの詩集          | CD          | COCP-40251   | 19位   |
| 10th | 2020年3月25日  | JAPANESE MENU/DISTORTION 10 | CD+DVD      | PCCA-04904   | 27位   |
| 10th | 2020年3月25日  | JAPANESE MENU/DISTORTION 10 | CD          | PCCA-04905   | 27位   |
| 10th | 2020年3月25日  | JAPANESE MENU/DISTORTION 10 | CD          | SCCA-00091   | 27位   |
| 11th | 2024年3月20日  | ETERNAL                     | CD＋Blu-ray | YCCW-10423/B | 20位   |
| 11th | 2024年3月20日  | ETERNAL                     | CD          | YCCW-10424   | 20位   |

#### プラグレス・アルバム
| 発売日         | タイトル                       | 規格    | 規格品番    | 最高位 |
| -------------- | ------------------------------ | ------- | ----------- | ------ |
| 2008年9月10日  | light〜saw the light & shade〜 | CD+DVD  | IKCR-9511   | 28位   |
| 2008年9月10日  | shade〜saw the light & shade〜 | CD+DVD  | IKCR-9513   | 29位   |
| 2017年12月13日 | エレジー                       | 2CD+DVD | COZP-1402-4 | 30位   |

#### ベスト・アルバム
| 発売日         | タイトル | 規格 | 規格品番  | 最高位 |
| -------------- | -------- | ---- | --------- | ------ |
| 2008年12月24日 | SINGLES  | CD   | IKCR-9511 | 117位  |

#### セルフカバー・アルバム
| 発売日        | タイトル | 規格   | 規格品番   | 最高位 |
| ------------- | -------- | ------ | ---------- | ------ |
| 2009年1月28日 | MEDLEY   | 2CD    | AVCD-23808 | 5位    |
| 2009年1月28日 | MEDLEY   | 2CD    | AVCD-23810 | 5位    |
| 2009年1月28日 | MEDLEY   | CD+DVD | AVCD-23812 | 5位    |
| 2009年1月28日 | MEDLEY   | CD     | AVCD-23813 | 5位    |

#### カバー・アルバム
| 発売日       | タイトル | 規格   | 規格品番   | 最高位 |
| ------------ | -------- | ------ | ---------- | ------ |
| 2019年9月4日 | Covers   | CD+DVD | PCCA-04818 | 16位   |
| 2019年9月4日 | Covers   | CD     | PCCA-04819 | 16位   |

### 映像作品
|                     | 発売日                          | タイトル                                                            | 規格               | 規格品番      |
| ------------------- | ------------------------------- | ------------------------------------------------------------------- | ------------------ | ------------- |
| PV                  | 2003年10月30日                  | オーロラ                                                            | DVD                | UPBH-5002     |
| ライブ              | 2004年4月7日                    | kiyoharu 1st solo live 「第三の扉」 2003.12.5 渋谷公会堂            | 2DVD               | UPBH-1125/26  |
| ライブ              | 2014年10月29日                  | kiyoharu 1st solo live 「第三の扉」 2003.12.5 渋谷公会堂            | BD                 | UPXY-6005     |
| ライブ              | 2004年9月15日                   | 影踏み                                                              | 2DVD               | COBA-4333/34  |
| ライブ&ドキュメント | 2005年7月20日                   | 天使の詩                                                            | 2DVD               | LTBA-50009    |
| PV集                | 2005年8月31日                   | MELLOW                                                              | DVD                | LTBA-50010    |
| ライブ              | 2006年2月頃 (通販限定)          | '05-06 NEW YEAR COUNTDOWN 『GROOVER』                               | 2DVD               | FFRD-003      |
| ライブ&ドキュメント | 2007年1月24日                   | 天使の詩 '06「travel」                                              | 3DVD               | TEBI-73048-50 |
| ライブ&ドキュメント | 2007年2月頃 (通販限定)          | VINNY BEACH FINAL                                                   | 3DVD               | FFRD-004      |
| PV集                | 2008年8月27日                   | CLIPS                                                               | DVD                | UPBH-20016    |
| ライブ              | 2008年9月10日                   | 清春 5.21 LlVE AT 九段会館 RHYTHMLESS & PERSPECTIVE LIVE 『光と影』 | 2DVD               | IKBR-80001    |
| ドキュメント        | 2008年9月頃 (通販限定)          | FOREVER LOVE                                                        | 3DVD               | FFRD-005      |
| ライブ              | 2008年12月24日                  | THE 40th BIRTHDAY                                                   | 2DVD               | IKBR-80003/4  |
| ドキュメント        | 2009年8月頃 (通販限定)          | 15                                                                  | DVD                | FFRD-006      |
| ライブ              | 2009年8月26日                   | PLAY OF MEDLEY                                                      | 2DVD+CD            | VBD-91722-3/B |
| ライブ              | 2009年8月26日                   | PLAY OF MEDLEY                                                      | 2DVD               | AVBD-91724/5  |
| MC集                | 2009年10月30日 (会場・通販限定) | LOUNGE 冬椿                                                         | DVD                | FFRD-007      |
| ライブ              | 2009年10月30日 (会場・通販限定) | 090731 Liquid Room                                                  | DVD                | FFRD-008      |
| ライブ              | 2009年12月30日                  | The 41st Birthday                                                   | 2DVD               | AVBD-91754/5  |
| ドキュメント        | 2010年9月頃 (通販限定)          | 16                                                                  | DVD                | FFRD-009      |
| ドキュメント        | 2011年11月頃 (通販限定)         | 17                                                                  | DVD                | FFRD-014      |
| PV集                | 2013年3月20日                   | CLIPSⅡ                                                              | Blu-ray            | AVXD-91671    |
| PV集                | 2013年3月20日                   | CLIPSⅡ                                                              | DVD                | AVBD-91958    |
| ドキュメント        | 2014年1月頃 (通販限定)          | 18                                                                  | DVD                | FFRD-0015     |
| ライブ              | 2014年3月12日                   | The 45th Birthday                                                   | Blu-ray            | AVXD-91691    |
| ライブ              | 2014年3月12日                   | The 45th Birthday                                                   | 2DVD               | AVBD-92064～5 |
| ドキュメント        | 2014年12月16日 (通販限定)       | 19                                                                  | DVD                | FFRD-0016     |
| ライブ              | 2019年7月24日                   | KIYOHARU 50th BIRTHDAY                                              | Blu-ray            | PEXF-3237     |
| ライブ              | 2019年7月24日                   | KIYOHARU 50th BIRTHDAY                                              | Tシャツ付き限定DVD | PEBF-9032     |
| ライブ              | 2019年7月24日                   | KIYOHARU 50th BIRTHDAY                                              | DVD                | PEBF-3236     |
| MV集                | 2019年9月18日                   | Covers Music Clips                                                  | DVD                | PCBP-53933    |
| ライブ              | 2020年3月6日(通販限定)          | The Birthday debut 25th anniversary                                 | DVD                | ALMM-068      |
| MV&ライブ           | 2023年7月(通販限定)             | 空白ノ世界                                                          | DVD                | LCA-012       |

### 配布CD
| 配布日         | タイトル                          | 収録曲                                                    | 配布場所                 |
| -------------- | --------------------------------- | --------------------------------------------------------- | ------------------------ |
| 2003年12月5日  | Xmas                              | Xmas                                                      | 渋谷公会堂               |
| 2003年12月7日  | Xmas                              | Xmas                                                      | 大阪厚生年金会館         |
| 2004年12月27日 | やがて僕は拒絶する/孤独を愛せる人 | 1. やがて僕は拒絶する 2. 孤独を愛せる人                   | Zepp Tokyo               |
| 2004年12月29日 | やがて僕は拒絶する/孤独を愛せる人 | 1. やがて僕は拒絶する 2. 孤独を愛せる人                   | なんばHatch              |
| 2006年2月9日   | 楽園                              | 楽園                                                      | 渋谷CLUB QUATTRO         |
| 2006年2月11日  | 楽園                              | 楽園                                                      | 名古屋CLUB QUATTRO       |
| 2006年2月12日  | 楽園                              | 楽園                                                      | 心斎橋CLUB QUATTRO       |
| 2006年7月12日  | MY SILENCE                        | MY SILENCE                                                | 渋谷CLUB QUATTRO         |
| 2006年7月14日  | MY SILENCE                        | MY SILENCE                                                | 名古屋Electric Lady Land |
| 2006年7月16日  | MY SILENCE                        | MY SILENCE                                                | 大阪BIG CAT              |
| 2007年2月9日   | the end                           | the end                                                   | LIQUIDROOM ebisu         |
| 2007年2月16日  | the end                           | the end                                                   | 名古屋Electric Lady Land |
| 2007年2月18日  | the end                           | the end                                                   | 心斎橋CLUB QUATTRO       |
| 2008年2月8日   | AWAKE                             | AWAKE                                                     | LIQUIDROOM ebisu         |
| 2008年2月10日  | AWAKE                             | AWAKE                                                     | 名古屋CLUB QUATTRO       |
| 2008年2月16日  | AWAKE                             | AWAKE                                                     | 大阪BIG CAT              |
| 2008年2月9日   | 意志薄弱                          | 意志薄弱                                                  | LIQUIDROOM ebisu         |
| 2008年2月17日  | 意志薄弱                          | 意志薄弱                                                  | 大阪BIG CAT              |
| 2009年2月9日   | Tarantula                         | 1. Tarantula 2. LAST SONG ～最後の詞～ (Acoustic Version) | SHIBUYA-AX               |
| 2009年2月12日  | Tarantula                         | 1. Tarantula 2. bye bye (Acoustic Version)                | 名古屋BOTTOM LINE        |
| 2009年2月13日  | Tarantula                         | 1. Tarantula 2. cold rain (Acoustic Version)              | 大阪BIG CAT              |
| 2009年9月4日   | YOU                               | YOU                                                       | なんばHatch              |

### 参加作品
| 発売日                    | タイトル                                        | アーティスト               | 内容 | 規格   |
| ------------------------- | ----------------------------------------------- | -------------------------- | --- | ------ |
| 1992年7月4日～8月23日配布 | Misty Night                                     | Sleep My Dear              | A面 M-1「DEATH」にコーラスで参加。 | DT     |
| 1993年6月                 | Keen Kiss Me                                    | Silver-Rose                | M-6「LIE」にコーラスで参加。 | CD     |
| 1993年7月21日             | MOVE (初回盤)                                   | Sleep My Dear              | M-8「DEATH」にコーラスで参加 (上記DTと同じもの)。                                                                                               | CD     |
| 1993年12月1日             | 姦染                                            | Drunken Wisdom             | M-5「蛇骨」にコーラスで参加。 | CD     |
| 1994年3月20日             | Risk                                            | Eins:Vier                  | M-10「everything moves for me ～全ては私により～」に詩の朗読で参加。                                                                            | CD     |
| 1994年9月21日             | FLOWERS                                         | ISSAY                      | M-1「あかずの踏切り」にコーラスで参加。 | CD     |
| 1995年6月21日             | TRIBUTE TO AUTO-MOD 〜FLOWER IN THE DARK〜      | AUTO-MOD LUNATIC ENSEMBLE  | M-5「CANNBAL OF LOVE」 M-7「DETHTOPIA」 「REQUIEM」にボーカルで参加。                                                                           | CD     |
| 1997年3月21日             | Tribute to THE STAR CLUB featuring HIKAGE       | HIKAGE                     | 「ACTION STREET」にコーラスで参加。 | CD     |
| 1997年12月10日            | YUKINOJO MORI PRESENTS TOKYO POETS VOLUME 1     | オムニバスアルバム         | M-1「意思薄弱」M-13「至上のゆりかご」 「サーカスのためのコラージュ」に詩の朗読で参加。                                                          | CD     |
| 1999年5月1日              | hide TRIBUTE SPIRITS                            | オムニバスアルバム         | M-3「Beauty & Stupid」で参加。 「清春, SHOJI」名義。                                                                                            | CD     |
| 2002年10月3日             | 黒イジワルケイ                                  | イジワルケイオールスターズ | M-1「Say Good Bye (黒バージョン)」にボーカルで参加。                                                                                            | CD     |
| 2002年11月27日            | 赤イジワルケイ                                  | イジワルケイオールスターズ | M-1「Say Good Bye (赤バージョン)」M-3「欲望」にボーカルで参加。                                                                                 | CD     |
| 2004年3月17日             | ROCK & ROLL SiNGER                              | 森重樹一                   | M-13「Isolation」にボーカル、作曲で参加。 | CD     |
| 2005年4月13日             | おれたちイジワルケイ 〜雲〜                     | イジワルケイオールスターズ | M-1「ギラついた太陽」にボーカルで参加。 | CD     |
| 2005年12月21日            | PARADE〜RESPECTIVE TRACKS OF BUCK-TICK〜        | オムニバスアルバム         | M-1「JUST ONE MORE KISS」で参加。 | CD     |
| 2006年4月5日              | LAST DAYS 〜tribute to Mr.K〜                   | オムニバスアルバム         | M-2「求愛のSLOW DANCE」で参加。「土屋公平＋清春」名義。作詞清春。                                                                               | CD     |
| 2007年1月17日             | ROCK★STAR                                       | イジワルケイオールスターズ | M-1「Thunder Boy」「ギラついた太陽」にボーカルで参加。                                                                                          | CD     |
| 2009年1月21日             | GET STONED                                      | 土屋公平                   | 「求愛のSLOW DANCE feat. 清春」にボーカル、作詞で参加。                                                                                         | CD     |
| 2009年4月29日             | DJ FLANKEN STEIN                                | FLESH FOR FLANKENSTEIN     | M-1「LUSTY CRAZY LADY (with 清春)」M-13 BAT CITY (清春Version) にボーカルで参加。 「ROCK YOU」 「BAT CITY」 「BAD SOUL BEAT」にコーラスで参加。 | CD     |
| 2013年9月4日              | DEAD END Tribute -SONG OF LUNATICS-             | オムニバスアルバム         | M-3「The Godsend」で参加。 | CD     |
| 2017年9月6日              | Plastic Tree Tribute 〜Transparent Branches〜   | オムニバスアルバム         | M-3「メランコリック」で参加。 | CD     |
| 2017年9月13日             | D'ERLANGER TRIBUTE ALBUM ～Stairway to Heaven～ | オムニバスアルバム         | M-3「SADISTIC EMOTION」で参加。 | CD     |
| 2017年11月29日            | ONENESS M                                       | SUGIZO                     | M-9「Voice feat. 清春」で参加。 | CD     |
| 2018年7月11日             | FACE                                            | DURAN                      | M-6「BACKTOME feat. 清春」で参加。 | CD     |
| 2019年4月19日             | 光る曠野                                        | MORRIE                     | M-3「ムーンライト・ベイビー」にコーラスで参加。                                                                                                 | CD     |
| 2019年12月18日            | ROTTENGRAFFTY Tribute Album 〜MOUSE TRAP〜      | オムニバスアルバム         | M-8「寂寞 -sekibaku-」で参加。 | CD     |
| 2020年9月30日             | LIVE IN TOKYO                                   | SUGIZO                     | DISC2 M-9「VOICE feat. 清春」で参加。 | SHM-CD |

## タイアップ一覧
| 使用年 | 曲名                            | タイアップ                                                                                |
| ------ | ------------------------------- | ----------------------------------------------------------------------------------------- |
| 2003年 | オーロラ                        | 日本テレビ系『映画楽園 〜シネパラ〜』オープニングテーマ                                   |
| 2005年 | LAST SONG-最後の詞-             | 日本テレビ系『爆笑問題のススメ』エンディングテーマ                                        |
| 2005年 | LAST SONG-最後の詞-             | デジタルオーディオプレイヤー「iAUDIO」CFソング                                            |
| 2005年 | HORIZON                         | テレビ朝日系『ビートたけしのTVタックル』エンディングテーマ                                |
| 2005年 | Layra                           | デジタルオーディオプレイヤー「iAUDIO」CFソング                                            |
| 2005年 | wednesday                       | 日本テレビ系『音楽戦士 MUSIC FIGHTER』12月度エンディングテーマ                            |
| 2005年 | wednesday                       | デジタルオーディオプレイヤー「iAUDIO」CFソング                                            |
| 2005年 | blister                         | 任天堂 ニンテンドーDS専用ゲーム「大合奏!バンドブラザーズ」CMソング                        |
| 2006年 | slow -single version-           | テレビ東京系アニメ『ヤマトナデシコ七変化♥』オープニングテーマ（第1話 - 第24話）           |
| 2006年 | slow -single version-           | ドワンゴ「dwango.jp」CMソング                                                             |
| 2006年 | カーネーション                  | テレビ東京系アニメ『ヤマトナデシコ七変化♥』エンディングテーマ（第1話 - 第18話）           |
| 2007年 | TATTOO                          | プロシード「チャクチャク」CMソング                                                        |
| 2007年 | 輪廻                            | プロシード「チャクチャク」CMソング                                                        |
| 2007年 | MELODIES                        | ABCテレビ・テレビ朝日系『最終警告! たけしの本当は怖い家庭の医学』エンディングテーマ       |
| 2008年 | 愛撫                            | フジテレビ系『HEY!HEY!HEY! MUSIC CHAMP』エンディングテーマ                                |
| 2008年 | 愛撫                            | ドワンゴ「dwango.jp」CMソング                                                             |
| 2009年 | 狂った果実                      | 中京テレビ・日本テレビ系『フットンダ』5月度エンディングテーマ                             |
| 2010年 | LAW'S                           | カプコン 任天堂Wii専用ゲームソフト「バイオハザード / ダークサイド・クロニクルズ」CMソング |
| 2012年 | 流星                            | 日本テレビ系『ハッピーMusic』5月度エンディングテーマ                                      |
| 2012年 | the sun                         | テレビ東京系『KOZY'S NIGHT 負け犬勝ち犬』エンディングテーマ                               |
| 2012年 | UNDER THE SUN                   | 日本テレビ系『クイズ80』エンディングテーマ                                                |
| 2019年 | 悲しみジョニー                  | TBS系『ひるおび!』6月度エンディングテーマ                                                 |
| 2019年 | SURVIVE OF VISION               | Amazon Prime Video配信アニメ『無限の住人-IMMORTAL-』第1クール オープニングテーマ          |
| 2020年 | 忘却の空(25th Anniversary Ver.) | AT-X他アニメ『池袋ウエストゲートパーク』第7話エンディングテーマ                           |
| 2021年 | 忘却の空(25th Anniversary Ver.) | 電子タバコ「Dr.Stick」ブランドムービー使用楽曲                                            |
| 2022年 | リグレット                      | TVQ九州放送・テレビ東京系『BARKUP TV』2･3月オープニングテーマ                             |
| 2023年 | 鼓動                            | メタバースゲーム「KENKA METAVERSE」テーマソング                                           |
| 2025年 | SAINT                           | 映画「田村悠人 ISOLATED」主題歌                                                           |

### ヘビーローテーション/パワープレイ

#### テレビ
| 放送年 | 曲名       | ヘビーローテーション/パワープレイ          |
| ------ | ---------- | ------------------------------------------ |
| 2012年 | 流星       | 日本テレビ系『音龍門』特選アーティスト#014 |
| 2012年 | 涙が溢れる | 日本テレビ系『ハッピーMusic』POWER PLAY    |

## バンド遍歴
- DOUBLE BED（? - ?）
- SUS-4（? - 1990）
- GARNET（1990 - 1991）
- 黒夢（1991 - 1999、2009、2010 - 2015）
- SADS（1999 - 2003、2010 - 2018）
- 清春（ソロプロジェクト）（2003 - ）

## サポート・メンバー
- Guitar,Bass: 三代堅
- Guitar: 中村佳嗣
- Guitar: 大橋英之
- Guitar: DURAN
- Bass: 沖山優司
- Bass: 工藤慎也
- Bass: 西山史晃
- Bass: 野田耕平
- Bass: 西井慶太
- Bass: 窪田圭祐
- Bass: 平本純平
- Bass: 高井淳
- Bass: YUTARO
- Drums: 沼澤尚
- Drums: あらきゆうこ
- Drums: 小西昭次郎
- Drums: ひぐちしょうこ
- Drums: 舛岡圭司
- Drums: 有松益男
- Drums: 楠瀬拓哉
- Drums: GO
- Drums: Katsuma
- Drums: Fuyu
- Drums: komaki
- Drums: SATOKO
- Drums: 照井仁 2024年のSADS 1999-2003にてにてサポートを務めた
- Drums: TETSUYUKI
- Keyboard: 池田まさひろ
- Keyboard: Jacky
- Key.Mani: 五十嵐淳一
- Keyboard: 加藤エレナ
- Violin: 土屋玲子
- Cello: Robin Dupuy
- Sax: 栗原健
- Percussion: 辻コースケ

## プロデュース・楽曲提供
- 高橋克典
- 山口紗弥加
- ゼリ→
- CAVE
- AcQuA-E.P.
- MERRY
- Tr.弾
- Raglaia
- 今井翼

## 書籍
| 発売日                                                           | タイトル                                               | 出版社                                 | ISBN                |
| ---------------------------------------------------------------- | ------------------------------------------------------ | -------------------------------------- | ------------------- |
| 2003年12月15日 - 2006年7月13日(全15号)                           | 清春35X                                                | TOKYO FM出版                           | ISBN 978-4887450936 |
| 2004年12月                                                       | 憂鬱という名の夢                                       | フールズメイト                         | ISBN 978-4938716264 |
| 2005年4月7日                                                     | ALIEN MASKED CREATURE 清春 NUDE BOX                    | 宝島社                                 | ISBN 978-4796645409 |
| 2008年11月7日 - 2009年7月3日(全4号)                              | 清春40X                                                | TOKYO FM出版                           | ISBN 978-4887452053 |
| 2009年4月15日 （予約限定2冊組）                                  | 清春15th Anniversary Memorial Book 3/8 “Three-eighths” | ソニー・マガジンズ                     |                     |
| 2011年5月28日                                                    | KIYOHARU FOUR MY LIFE                                  | シンコーミュージック・エンタテイメント | ISBN 978-4401635399 |
| 2013年8月31日 （完全受注限定生産BOX） 2013年11月1日 （詩集単独） | MARDI GRAS                                             | メディアファクトリー                   | ISBN 978-4040660646 |
| 2014年8月29日                                                    | MARDI GRAS PHOTOS                                      | メディアファクトリー                   |                     |
| 2019年11月5日                                                    | THE GREATEST SESSION FIFTY FIFTY                       | -                                      | -                   |
| 2020年10月30日                                                   | 清春自叙伝 清春                                        | シンコーミュージック・エンタテイメント | ISBN 978-4401647996 |

## メディア出演
『黒夢』としての出演は『黒夢』を参照。

### ラジオ
- 黒夢・清春のKIKAナイト（→LONG VERSION）→KIKAナイト11（エフエム富士 ）
- SATOKEN・清春のそんなことはどうでもいい（2003年4月 - 7月、東北放送、毎週日曜・深夜0:00 - 0:30）
- K-9（ケーナイン）（2005年4月5日 - 9月27日、DateFM、毎週火曜・21:00 - 21:30）
- mid night field（2007年4月 - 2009年3月、bay fm、毎週金曜・24:30 - 24:57）
- Shakebeats〜清春と愉快な仙台仲間達〜（2009年10月 - 2012年9月、DateFM、毎週土曜・24:00 -  25:00） - 角田哲哉と共演
- 清春と愉快な仙台仲間達 REVIVAL 2024（2024年5月26日、DateFM、20:00 - 20:55） - 角田哲哉、及川聡、井上崇と共演
- 清春と愉快な仙台仲間達DX（2024年7月7日 - 9月29日 DateFM、毎週日曜・22:00 - 22:55）
- 清春と愉快な仙台仲間達エクストラ（2024年10月7日 - DateFM、毎週日曜・22:00 - 22:55）
- back to home（2024年10月4日 - ZIP-FM 毎週金曜・23:30 - 24:00）
- 清春 ONE ON ONE（2024年9月4日 - Spotify）

### テレビ番組
- ダウンタウンDX（2019年8月15日、2024年7月4日[165]、2024年12月12日、日本テレビ系列）
- ダウンタウンなう（2020年3月20日、フジテレビ系列）[166]
- 人志松本の酒のツマミになる話（2021年7月2日、フジテレビ系列）[167]
- 相席食堂 岐阜SP（2022年1月18日、朝日放送テレビ）[168][169]
- 水曜日のダウンタウン（2024年3月13日・20日放送、TBS）[170]
- 踊る!さんま御殿!!（2024年4月30日、日本テレビ系列）[171]
- サンデージャポン（2024年6月2日、2025年6月1日TBS系列）[172]
- 超音波（2024年8月30日、テレビ東京）[173]
- 5時に夢中!（2024年9月6日、TOKYO MX）[174]
- ラヴィット!（2024年9月25日、TBS系列）[175]
- 酒のツマミになる話（2024年10月11日、2025年5月2日フジテレビ系列）[176]
- プレバト!!（2024年11月7日、TBS系列）[177]

- 家、ついて行ってイイですか? (2024年12月22日 テレビ東京)[178]

- ネコいぬワイドショー（2025年3月7日・14日 BS朝日）いぬコメンテーター[179][180]
- 秘密のケンミンSHOW極（2025年7月3日、日本テレビ系列）[181]

### Web番組
- おちまさと「ぷち」プロデュース  清春ノ帰の為（2008年5月13日 - 2009年1月30日、Ameba Studio）
- 新・清春ノ帰ノ為（2015年7月20日 - 2016年3月30日、AmebaFRESH!Studio）
- 清春の木曜The NIGHT（2016年4月14日 - 2017年3月1日、 AbemaTV、毎週木曜・深夜1:00 - 3:00） - アシスタント：ノブ（千鳥）
- 清春公式チャンネル BABYLON CHANNEL（2017年3月28日[182] - 、ニコニコチャンネル）
  - MC：vol.1：2017年3月28日 - vol.11：2018年1月31日 ミラクルひかる
  - MC：vol.12：2018年2月16日 星野卓也
  - MC：2018年・2019年 奥浜レイラ
  - MC：2020年・2021年・2022年・2023年 ジョー横溝・奥浜レイラ
- ReHacQ旅（2024年・2025年、YouTube『ReHacQ−リハック−【公式】』）石丸伸二とReHacQ旅
  - ReHacQ旅 in 石川 富山（＃1：2024年12月21日[183]・＃2：12月29日[184]・＃3：2025年1月4日[185]・＃4：1月11日[186]・＃5：1月25日[187]・番外編：1月29日[188]）
  - ReHacQ旅 in 愛媛（＃1：2025年2月9日[189]・＃2：2025年2月16日[190]）
- さらば森田の五反田ガレージ
  - 【さらば森田×清春】古着屋で爆買いDIY (#237：2025年3月30日[191])
  - 【さらば森田が清春に爆買わせDIY】定番アメカジも続々登場！！(#238：4月6日[192])
- かまいたちチャンネル
  - 【牛タン・磯辺揚げ】かまいたちが黒夢清春さんの好物を振る舞いながら青春時代トーク(2025年5月8日[193] [194])
- パーラーカチ盛り ABEMA店 (#44：2025年7月25日[195] AbemaTV)
- トモダチ100人よべるかな?[196] (2025年8月1日 Amazon Prime Video)

### CM
- コカ・コーラ「スプライトクール」（1996年）
- カプコン『バイオハザード / ダークサイド・クロニクルズ』（2010年）
- 日本コカ・コーラ「爽健美茶」（2010年）